# 퍼펙트 서클
퍼펙트 서클(Savrseni Krug, The Perfect Circle)은 보스니아 헤르체고비나에서 제작된 아드미르 케노빅 감독의 1997년 드라마 영화이다. 무스타파 나다레빅 등이 주연으로 출연하였고 피터 반 보겔포엘 등이 제작에 참여하였다.

## 출연

### 주연
- 무스타파 나다레빅

### 조연
- 세나드 베이직
- 드래건 마린코빅
- 조십 페자코빅

## 같이 보기
- 보스니아 전쟁
- 사라예보 포위전